# Mowad
Mowad (o Mowar, Mouda) è una città dell'India di 8.732 abitanti, situata nel distretto di Nagpur, nello stato federato del Maharashtra. In base al numero di abitanti la città rientra nella classe V (da 5.000 a 9.999 persone).

## Geografia fisica
La città è situata a 21° 28' 0 N e 78° 25' 60 E e ha un'altitudine di 393 m s.l.m..

## Società

### Evoluzione demografica
Al censimento del 2001 la popolazione di Mowad assommava a 8.732 persone, delle quali 4.455 maschi e 4.277 femmine. I bambini di età inferiore o uguale ai sei anni assommavano a 1.078, dei quali 568 maschi e 510 femmine. Infine, coloro che erano in grado di saper almeno leggere e scrivere erano 6.431, dei quali 3.528 maschi e 2.903 femmine.